# Merete Pryds Helle
Œuvres principales
Fiske i livets flod - (2000)
Oh, Romeo - (2006)
L'Étreinte du scorpion (Hej Menneske) - (2010) 
 La Beauté du peuple (Folkets skønhed) - (2016)
Merete Pryds Helle (née le 13 octobre 1965 à Charlottenlund, une zone suburbaine sur le territoire de la commune de Gentofte, dans la région Hovedstaden sur la côte nord de Copenhague, la capitale du Danemark), est une écrivaine danoise, romancière, auteure de nouvelles et de romans d'enfance et de jeunesse et poétesse. Elle publie également des romans policiers écrits conjointement avec son mari sous le nom de plume commun Liv Mørk.

## Biographie
Dans son enfance, Merete Pryds Helle grandit avec sa sœur Jannie à Værløse, une municipalité du département de Copenhague, dans l'est de l'île de Sjælland au Danemark.
De 1988 à 1990, elle étudie à la Forfatterskolen (littéralement L'École des écrivains), un établissement d'enseignement supérieur indépendant relevant du ministère de la Culture, dont le siège est à Copenhague, qui fonctionne sur le même modèle que l'Académie royale des beaux-arts du Danemark. L'école — fondée en 1987 par Per Aage Brandt, Ulla Ryum (da) et Poul Borum (da) — ne dispense pas un enseignement littéraire généraliste comme à l'université, mais a pour but d'offrir une formation d'écrivain spécialisée, destinée à aiguiser la plume des élèves, basée sur des compétences littéraires (techniques d'écriture, connaissance générale de la littérature et des auteurs, lecture critique, un débat esthétique général) et de promouvoir un dialogue avec les autres formes d'art et l'ensemble des domaines la connaissance. Alors qu'elle est encore étudiante à la Forfatterskolen, elle publie en 1990 un premier recueil de nouvelles, Imod en andens ro.
En 1994, elle obtient un diplôme en littérature de l'université de Copenhague, se spécialisant dans la littérature de la Renaissance et du Moyen Âge.
Merete Pryds Helle a été mariée au poète Morten Søndergaard (da) de 1989 à 2016. Avec leurs deux enfants, ils ont a vécu en Italie de 1999 à 2007, d'abord à Vinci puis à Pietrasanta. Sa correspondance par e-mail avec son amie Mai pendant son séjour en Italie forme le roman épistolaire Kære Mai (Chère Mai), publié en 2012. Dans un entretien avec la journaliste Karen Syberg pour la revue Information , elle déclare à propos de ce livre « J'ai essayé de trouver un équilibre où le trivial devient un peu amusant tout en restant trivial. Mais j'écris aussi sur des choses sérieuses ».
À son retour à Copenhague, Merete Pryds Helle donne des cours à la Forfatterskolen. Après la séparation avec son mari, elle vit, à partir de 2015, avec le thérapeute corporel Omid Khodabakhshi.
En 2006, elle publie Oh, Romeo, un roman directement inspiré de l'œuvre de Shakespeare déplaçant l'intrigue de Roméo et Juliette au Danemark, en 2005, en la replaçant dans la Copenhague moderne entre une jeune étudiante danoise et un chauffeur de taxi iranien. Traduit par Catherine Lise Dubost, le roman a été publié en français en 2008 par Gaïa Éditions, un éditeur spécialisé dans la littérature nordique.
Pryds Helle a vraiment percé avec le roman Fiske i livets flod (2000), qui décrit les recherches d'un archéologue sur les origines de l'écriture et dans lequel son style expérimental est déjà perceptible. Merete Pryds Helle écrit dans de nombreux genres différents : romans, nouvelles, livres pour enfants, romans jeunesse, pièces radiophoniques, jeux vidéo, poèmes, essais, romans policiers, ainsi que les tout nouveaux genres de romans SMS et iPad, qu'elle a contribué à créer. Elle s'attache à expérimenter des formats littéraires innovants, repoussant les limites de notre perception de la littérature. Elle a, entre autres, écrit le premier roman par SMS du Danemark Jeg tror je elsker dig (2008), où le lecteur reçoit une série de SMS qui sont un dialogue entre deux jeunes qui se sont rencontrés lors d'une fête. Elle a également écrit le premier roman danois pour iPad « Begravelsen » (2011) sous son pseudonyme d'auteur Liv Mørk. Avec Oh, Romeo (2006), elle réécrit la tragédie romantique de William Shakespeare en un roman contemporain dans un contexte réaliste danois. Merete Pryds Helle varie donc largement dans son écriture.
Merete Pryds Helle a suivi à des cours d'archéologie du Proche-Orient à l'université de Copenhague, et a participé à une fouille à Shkarat Msaied en Jordanie. Cette expérience lui a fourni le point de départ de son roman L'Étreinte du scorpion (Hej Menneske), publié en 2010, qui a été traduit en français par Inès Jorgensen et publié par Gaïa Éditions.
En 2022, elle publie Mælkebøtteblod, un roman jeunesse qui parle de l'anxiété climatique des jeunes.

## Œuvres
- 1990 : Imod en andens ro, recueil de nouvelles.
- 1993 : Vandpest, roman
- 1994 : Prinsessen der blev glemt, livre pour enfants
- 1996 : Men jorden står til evig tid, roman
- 2000 : Fiske i livets flod, roman
- 2001 : Solsiden, roman
- 2002 : Ti fingre fra eller til – Frasagn, recueil de nouvelles.
- 2003 : Måneprinsessen, livre pour enfants.
- 2005 : Det glade vanvid, roman
- 2006 : Oh, Romeo, roman
- 2008 : Jeg tror jeg elsker dig, roman SMS
- 2010 : Hej Menneske, roman
- 2010 : Ude og vende, roman jeunesse
- 2011 : Begravelsen, roman iPad
- 2012 : Kære Mai, roman épistolaire
- 2012 : Hjerternes fest, roman SMS interactif.
- 2014 : Hillerød Love, roman SMS interactif.
- 2016 : Folkets skønhed, roman
- 2019 : Nora, roman, éd. Natur & Kultur •  (ISBN 978-9-12716-342-3)
- 2022 : Mælkebøtteblod, roman jeunesse, éd. Alinea •  (ISBN 978-8-72355-513-7)

### Sous le pseudonyme Liv Mørk
- 2004 : Hvad øjet ikke ser, roman policier.
- 2008 : Falken og falkoneren, roman policier.
- 2012 : Næsten Levende, roman policier.

### Œuvres traduites en français
- 2008 : Oh, Romeo, traduction Catherine Lise Dubost, Gaïa Éditions •  (ISBN 978-2-84720-126-0)
- 2010 : L'Étreinte du scorpion (Hej Menneske), traduction Inès Jorgensen, Gaïa Éditions •  (ISBN 978-2-84720-180-2)
- 2021 : La Beauté du peuple (Folkets skønhed), traduction Alain Gnaedig, Gallimard •  (ISBN 978-2-07290-593-3)

## Récompenses et distinctions
- 1994 : Bourse du Statens Kunstfonds (Statens Kunstfonds 3-årige stipendium)
- 1997 : Prix de la culture du comté de Copenhague (Københavns Amts Kulturpris)
- 2007-2012 : Résidence d'écriture à la Bakkehuset : la période 2007-12.
- 2009 : Prix de littérature des ambassadeurs francophones, pour Oh, Romeo.
- 2009 : Prix Beatrice (Beatrice Prisen (da))
- 2009 : Bourse Drassow
- 2012 : Mention spéciale, Saxo's Innovation Award
- 2013 : Prix de littérature danoise pour les femmes (Dansk Litteraturpris for Kvinder (da))
- 2016 : Laurier d'or (De Gyldne Laurbær (da)) pour La Beauté du peuple (Folkets skønhed)
- 2016 : Prix de littérature Politiken [2] (Politikens Litteraturpris (da)) décerné par le quotidien danois Politiken pour La Beauté du peuple (Folkets skønhed)